# 手塚香織
手塚 香織（てづか かおり、1980年4月15日 - ）は、山梨県出身の女性モデル、タレント。所属事務所はスーパーウイング。中央大学文学部文学科仏文学専攻科卒。
2001年の全日本GT選手権イメージガール『PASSION』のメンバー。

## 人物
- 趣味：釣り、読書、ショッピング
- 特技：テニス、書道（八段）、弓道（初段）

## レースクイーン
- 2001年：全日本GT選手権イメージガール「PASSION」（他のメンバーは、石川加奈子、毛利百恵、本橋春花）
- 2002年：Missネッツ・TOYOTAクイーン
- 2004年：エスペリア KOSEI セリカレースクイーン、ブリヂストン「BATTLAX GAL」

## テレビ出演
- 青木さやかの美人の素（TBS）
- なに・コレ（TBS）
- パラオランド（静岡朝日テレビ）
- 大和証券ゼミナール（MXテレビ）

## リリース作品

### 写真集
- ギャルズ・パラダイス写真集「パッション」（三栄書房・2001年8月）

### DVD
- la man（2003年11月）
- 僕のかおり（2005年5月）

### CD（PASSIONとして）
いずれもavex traxより発売
- SUPER EUROBEAT presents GTC SPECIAL 2001 ~NONSTOP MEGAMIX~（2001年4月25日）
　曲名『SPEEDY SPEDDY』、『HEARTBEAT<B4 ZA BEAT REMIX>』
- SUPER EUROBEAT presents GTC SPECIAL 2001 ~SECOND ROUND~ （2001年9月12日）
　曲名『BABY I'M YOUR LADY』、『MAYBE LOVE』